# Copa Interclubes de la Uncaf 2004
La Copa Interclubes de la UNCAF 2004 es la 23.ª edición de la competición y la 6.ª temporada desde que se renombró a Copa Interclubes, organizada por la Unión Centroamericana de Fútbol (UNCAF) y que sirvió de clasificatorio para la Copa de Campeones de la Concacaf 2005. Contó con la participación de 14 equipos de la región, uno más que en la edición anterior.
El Municipal de Guatemala se alzó con el trofeo al alcanzar el primer lugar de la ronda final.

## Calendario
El torneo consistió de tres etapas: de enfrentamientos entre dos equipos para definir a un clasificado en primera y segunda ronda, y una ronda final cuyo líder se adjudica el título de campeón.
| Fase          | Ronda         | Ida                    | Vuelta                 |
| ------------- | ------------- | ---------------------- | ---------------------- |
| Eliminatorias | Primera ronda | 21-22-23 de septiembre | 28-29-30 de septiembre |
| Eliminatorias | Segunda ronda | 19-20-21 de octubre    | 26-27-28 de octubre    |
| Ronda final   | Jornada 1     | 1 de diciembre         | 1 de diciembre         |
| Ronda final   | Jornada 2     | 3 de diciembre         | 3 de diciembre         |
| Ronda final   | Jornada 3     | 5 de diciembre         | 5 de diciembre         |

## Primera ronda

### Alianza - Kulture Yabra
| 21 de septiembre de 2004 | Kulture Yabra | 0:0 | Alianza | MCC Grounds, Ciudad de Belice |  |

| 30 de septiembre de 2004 | Alianza                                                                                  | 5:2 (2:2) (Global 5:2) | Kulture Yabra                      | Estadio Cuscatlán, San Salvador |  |
|                          | Ronald Cerritos 1' · Luis Espíndola 19' · Alejandro Curbelo 55' · Martin García 66', 85' |                        | Emory Nuñez 16' · Vallan Symms 23' |                                 |  |

### FAS - Diriangén
| 21 de septiembre de 2004 | Diriangén | 0:2 (0:0) | FAS                                                | Estadio Cacique Diriangén, Diriamba |  |
|                          |           |           | Alejandro de la Cruz Bentos 65' · Víctor Mafla 75' |                                     |  |

| 30 de septiembre de 2004 | FAS | 7:0 (2:0) (Global 9:0) | Diriangén | Estadio Óscar Quiteño, Santa Ana |  |
|                          | Nicolás Muñoz 18', 33' · Victor Mafla 51' · Alejandro de la Cruz Bentos 55' · Juan Carlos Panameño 73', 84' · William Reyes 80' |                        |           |                                  |  |

### Cobán Imperial - Plaza Amador
| 22 de septiembre de 2004 | Plaza Amador                         | 2:1 (0:1) | Cobán Imperial       | Estadio Javier Cruz, Ciudad de Panamá |  |
|                          | José Justavino 61' · Engin Mitre 63' |           | Walter Cifuentes 31' |                                       |  |

| 28 de septiembre de 2004                 | Cobán Imperial                                      | 3:2 (1:0) (Global 4:4) | Plaza Amador                             | Estadio José Ángel Rossi, Cobán |  |
|                                          | Jorge Dos Santos 12' · Tránsito Montepeque 56', 59' |                        | Nobuya Osudo 48' · Alfredo Hernández 50' |                                 |  |
| Avanza Plaza Amador por goles de visita. |                                                     |                        |                                          |                                 |  |

### Olimpia - Boca Juniors
| 22 de septiembre de 2004 | Boca Juniors | 0:1 (0:0) | Olimpia              | MCC Grounds, Ciudad de Belice |  |
|                          |              |           | Marcelo Ferreira 57' |                               |  |

| 28 de septiembre de 2004 | Olimpia                                                                | 5:0 (1:0) (Global 6:0) | Boca Juniors | Estadio Nacional de Tegucigalpa, Tegucigalpa |  |
|                          | Luciano Emilio 13', 50', 54' · Marcelo Ferreira 48' · Rony Morales 59' |                        |              |                                              |  |

### Herediano - Tauro
| 23 de septiembre de 2004 | Tauro | 0:3 (0:1) | Herediano                                                 | Estadio Rommel Fernández, Ciudad de Panamá |                               |
|                          |       | Reporte   | Kurt Bernard 44' · Minor Díaz 53' · Jafet Soto 83' (pen.) | Árbitro(s): Lucinio Rodríguez              | Árbitro(s): Lucinio Rodríguez |

| 29 de septiembre de 2004 | Herediano                                                         | 3:0 (0:0) (Global 6:0) | Tauro | Estadio Eladio Rosabal Cordero, Heredia |  |
|                          | Marcos Aparicio 75' (a.g.) · Milton Cortez 78' · Austin Berry 83' | Reporte                |       |                                         |  |

### Real España - Real Estelí
| 23 de septiembre de 2004 | Real Estelí     | 1:1 (1:0) | Real España               | Estadio Independencia, Estelí |  |
|                          | Elmer Mejío 38' |           | Clifford Altamirano 90+1' |                               |  |

| 29 de septiembre de 2004                | Real España                                                 | 3:3 (2:0) (Global 4:4) | Real Estelí                                  | Estadio Francisco Morazán, San Pedro Sula |  |
|                                         | Jeremy Hernández 15' · Edgar Nuñez 38' · Claudio Ciccia 63' |                        | Rudel Calero 50', 76' · Sergio Rodríguez 53' |                                           |  |
| Avanza Real Estelí por goles de visita. |                                                             |                        |                                              |                                           |  |

## Segunda ronda

### Municipal - Alianza
| 19 de octubre de 2004 | Alianza | 0:1 (0:0) | Municipal         | Estadio Cuscatlán, San Salvador |  |
|                       |         |           | Mario Acevedo 49' |                                 |  |

| 27 de octubre de 2004 | Municipal                                                           | 3:1 (2:0) (Global 4:1) | Alianza               | Estadio Mateo Flores, Ciudad de Guatemala |  |
|                       | Mario Acevedo 9' · Selvin Ponciano 28' · Mario Rafael Rodríguez 86' |                        | Christian Sánchez 67' |                                           |  |

### Plaza Amador - FAS
| 20 de octubre de 2004 | FAS                                                                                        | 5:2 (3:1) | Plaza Amador                       | Estadio Óscar Quiteño, Santa Ana |  |
|                       | Alfredo Pacheco 18', 24' · William Reyes 44', 71' (pen.) · Alejandro de la Cruz Bentos 84' |           | Ángel Lombardo 19' · Jaime Cox 61' |                                  |  |

| 26 de octubre de 2004 | Plaza Amador | 0:1 (0:0) (Global 6:2) | FAS                        | Estadio Rommel Fernández, Ciudad de Panamá |  |
|                       |              |                        | Alfredo Pacheco 76' (pen.) |                                            |  |

### Saprissa - Real Estelí
| 20 de octubre de 2004 | Real Estelí | 0:1 (0:0) | Saprissa                   | Estadio Independencia, Estelí |  |
|                       |             | Reporte   | Ronald González 53' (pen.) |                               |  |

| 28 de octubre de 2004 | Saprissa                                                                   | 4:0 (2:0) (Global 5:0) | Real Estelí | Estadio Ricardo Saprissa Aymá, San José |  |
|                       | Evance Benwell 20' · Saul Phillips 44' (pen.), 69' · Christian Bolaños 49' | Reporte                |             |                                         |  |

### Olimpia - Herediano
| 21 de octubre de 2004 | Herediano                               | 2:3 (1:1) | Olimpia                                                        | Estadio Eladio Rosabal Cordero, Heredia |  |
|                       | Michael Umaña 37' · Cristian Oviedo 77' | Reporte   | Wilmer Velásquez 22' · Walter Lopez 55' · Luciano Emilio 90+1' |                                         |  |

| 27 de octubre de 2004               | Olimpia | 0:1 (0:0) (Global 3:3) | Herediano          | Estadio Nacional de Tegucigalpa, Tegucigalpa |  |
|                                     |         | Reporte                | Kenneth Vargas 89' |                                              |  |
| Avanza Olimpia por goles de visita. |         |                        |                    |                                              |  |

## Ronda final
| Pos. | Equipo             | Pts. | PJ | G | E | P | GF | GC | Dif. |                                       |  | Bandera de Guatemala | Bandera de Costa Rica | Bandera de Honduras | Bandera de El Salvador |
| ---- | ------------------ | ---- | -- | - | - | - | -- | -- | ---- | ------------------------------------- |  | -------------------- | --------------------- | ------------------- | ---------------------- |
| 1    | C. S. D. Municipal | 6    | 3  | 2 | 0 | 1 | 3  | 2  | +1   | Clasifica a la Copa de Campeones 2005 |  | —                    | 1–0                   |                     | 2–0                    |
| 2    | Deportivo Saprissa | 4    | 3  | 1 | 1 | 1 | 3  | 2  | +1   | Clasifica a la Copa de Campeones 2005 |  |                      | —                     | 0–0                 |                        |
| 3    | C. D. Olimpia      | 4    | 3  | 1 | 1 | 1 | 2  | 3  | −1   | Clasifica a la Copa de Campeones 2005 |  | 1–0                  |                       | —                   | 1–3                    |
| 4    | C. D. FAS          | 3    | 3  | 1 | 0 | 2 | 4  | 6  | −2   |                                       |  |                      | 1–3                   |                     | —                      |

 Fuente: UNCAF

### Partidos
| 1 de diciembre de 2004 | Municipal              | 2:0 (1:0) | FAS | Estadio Cementos Progreso, Ciudad de Guatemala |  |
|                        | Acevedo 2' · Plata 64' |           |     |                                                |  |

| 1 de diciembre de 2004 | Saprissa | 0:0     | Olimpia | Estadio Cementos Progreso, Ciudad de Guatemala |  |
|                        |          | Reporte |         |                                                |  |

| 3 de diciembre de 2004 | Olimpia     | 1:0 (1:0) | Municipal | Estadio Cementos Progreso, Ciudad de Guatemala |  |
|                        | Morales 44' |           |           |                                                |  |

| 3 de diciembre de 2004 | FAS        | 1:3 (1:3) | Saprissa                         | Estadio Cementos Progreso, Ciudad de Guatemala |  |
|                        | Flores 45' | Reporte   | A. Sequeira 24', 41' · Solís 31' |                                                |  |

| 5 de diciembre de 2004 | Olimpia    | 1:3 (1:2) | FAS                                 | Estadio Cementos Progreso, Ciudad de Guatemala |  |
|                        | García 31' |           | Muñoz 22' · Góchez 43' · Ventos 87' |                                                |  |

| 5 de diciembre de 2004 | Municipal   | 1:0 (0:0) | Saprissa | Estadio Cementos Progreso, Ciudad de Guatemala |  |
|                        | Ramirez 77' | Reporte   |          |                                                |  |

|                                       |
| Bandera de Guatemala                  |
| Campeón C. S. D. Municipal 4.º título |